# Oakley (Hampshire)
Oakley è un villaggio e parrocchia civile dell'Inghilterra, appartenente alla contea dell'Hampshire.